# Slovenske eurokovanice
Slovenske eurokovanice su kovanice za euro, kojima je zadnju (nacionalnu) stranu izabrala i oblikovala Slovenija. U Sloveniji euro je u optjecaju od 1. siječnja 2007. godine.